# Sammy Kurgat
Sammy Kiptoo Kurgat (1975) is een Keniaanse langeafstandsloper, die is gespecialiseerd in de marathon.

## Loopbaan
Kurgat werd in 2007 derde op de marathon van Frankfurt en won hiermee 17.500 euro. Eerder dat jaar werd hij tweede op de marathon van Zürich en won de marathon van Bremerhaven met hulp van twee hazen.
In 2008 won hij de marathon van Keulen en in 2011 de marathon van Dili.

## Persoonlijke records
| Onderdeel | Prestatie | Datum           | Plaats    |
| --------- | --------- | --------------- | --------- |
| 25 km     | 1:15.14   | 27 april 2008   | Hamburg   |
| 30 km     | 1:30.19   | 27 april 2008   | Hamburg   |
| marathon  | 2:08.38   | 28 oktober 2007 | Frankfurt |

## Palmares

### marathon
- 2005: 15e marathon van Nairobi - 2:17.21
- 2006:  marathon van Bremerhaven - 2:15.50
- 2007:  marathon van Zürich - 2:11.35
- 2007:  marathon van Bremerhaven - 2:17.36
- 2007:  marathon van Frankfurt - 2:08.38
- 2008: 5e marathon van Hamburg - 2:08.55
- 2008:  marathon van Keulen - 2:10.02
- 2009: 4e marathon van Xiamen - 2:11.00
- 2009: 6e marathon van Frankfurt - 2:09.34
- 2010: 4e marathon van Daegu - 2:11.29
- 2011: 13e marathon van Daegu - 2:14.24
- 2011:  marathon van Dili - 2:20.06
- 2012:  marathon van Gunsan - 2:12.05